# Jorge Berlanga
Jorge Ernesto Berlanga Vázquez (ur. 18 lipca 2003 w Torreón) – meksykański piłkarz występujący na pozycji środkowego lub prawego obrońcy, od 2023 roku zawodnik Pachuki.